# شركة شنايدر

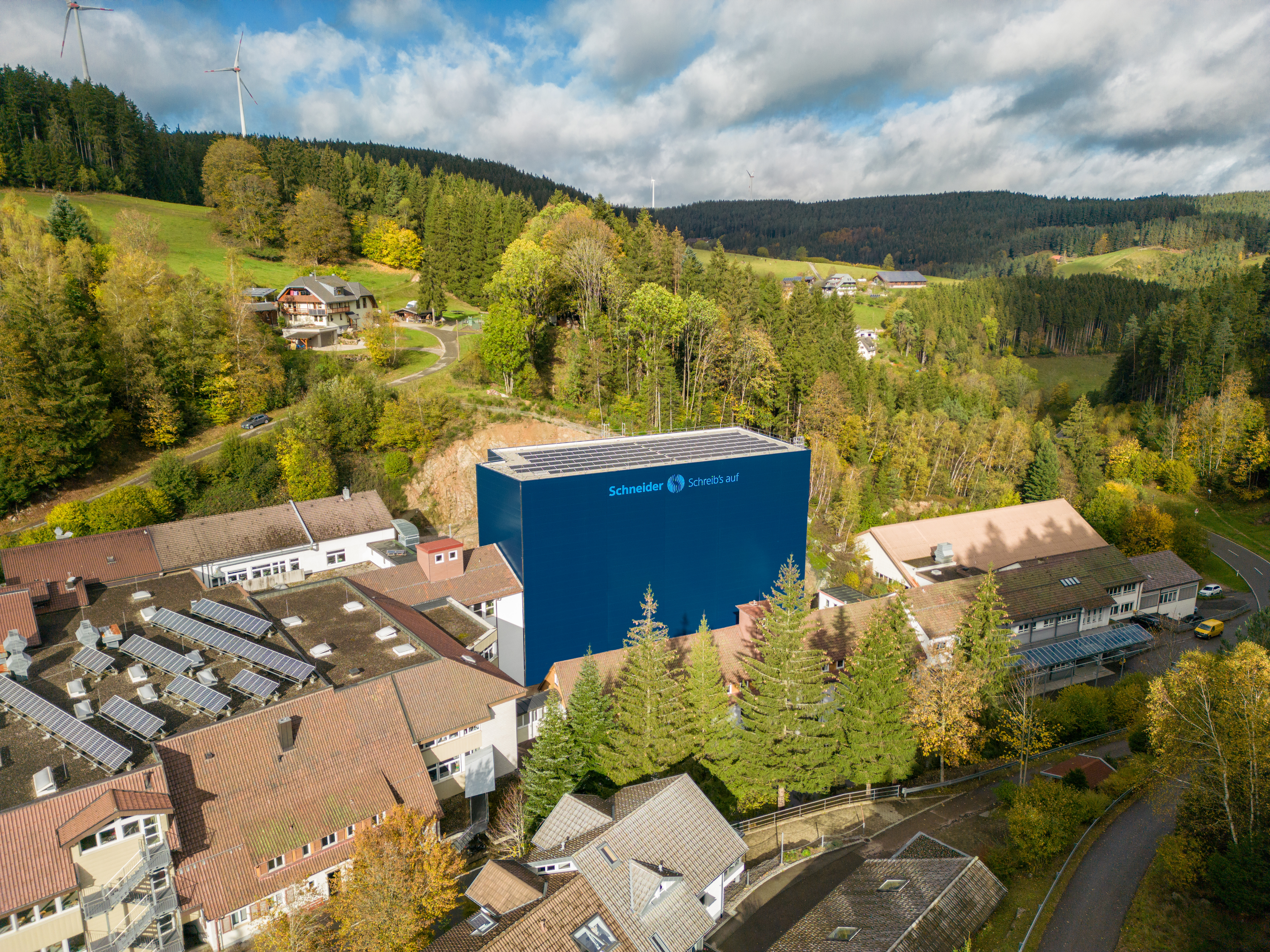
المقر الرئيسي لشركة شنايدر في تينينبرون

شنايدر لأدوات الكتابة المحدودة Schneider Schreibgeräte GmbH هي شركة متوسطة الحجم لتصنيع أدوات الكتابة ومقرها في شرامبرغ - تننبغون . تضم الشركة التي تديرها عائلة شنايدر 622 موظف في ثلاثة مواقع في ألمانيا (شغرامبرغ-تننبغون و فيرنيغيروده وفايلهايم ).

## البداية
تأسست الشركة عام 1938 على يد الميكانيكيين كريستيان شنايدر وإروين بلوم تحت اسم Blum & Schneider oHG. في البداية قامت الشركة بإنتاج البراغي والأجزاء المخرطة. غادر بلوم عام 1940 ونقل أسهمه إلى شقيق كريستيان شنايدر الأصغر فريتز شنايدر، الذي وقع أسير حرب وتوفي هناك. بعد نهاية الحرب العالمية الثانية، انتقلت أسهم فريتز شنايدر إلى شقيقه الثالث، ماتياس شنايدر، الذي توفي في حادث مروري عام 1951. في بدايات عام 1946 وبسبب انخفاض المبيعات، قامت الشركة بتحويل إنتاجها إلى عبوات أقلام الحبر الجاف عام 1947 وبدأت في بيع عبوات الحبر كمنتجات تحمل علامتها التجارية في عام 1951. منذ ذلك الوقت استخدمت الشركة شعار الإعلان "منجم شنايدر الجيد". وبعد ذلك بدأت شركة شنايدر في توسيع موقع مصنعها وزيادة قدرتها الإنتاجية إلى 13 مليون لغم سنويًا. من عام 1957 ظهرت أقلام الحبر الجاف وأدوات الكتابة الأخرى. لعبت الشركة دور رئيسي في تقديم معيار DIN 16554 عام 1958، والذي أنشأ أبعاد قياسية في الصناعة لعبوات أقلام الحبر الجاف.
عام 1978 تولى المهندس الصناعي رولاند شنايدر إدارة الشركة من والده، بعد أن انضم إلى الشركة عام 1975. وفي ثمانينيات وتسعينيات القرن العشرين، قامت الشركة بالتوسعة وبناء "مصنع رقم 2" أسفل القرية. تم نقل إنتاج الدانتيل في شوارزنباخ إلى مبنى جديد عام 1987 وتم أيضًا نقل إنتاج أقلام الحبر الجاف والحبر إلى مبنى جديد عام 1991.
بعد 50 عام من تأسيس الشركة، وصل حجم الإنتاج إلى أكثر من 100 مليون عبوة إعادة تعبئة لقلم الحبر الجاف. في عام 1991، استحوذت الشركة على شركة تصنيع أقلام الحبر VEB Schreibgeräte، وهي قسم HEIKO في فيرنيجرودي، والتي تنتج أدوات الكتابة بتقنية منظم الشعيرات والحبر. بعد الاستحواذ، استثمرت شركة شنايدر حوالي 20 مليون مارك ألماني في الشركة حتى نهاية التسعينيات وقامت بتوسيع الموقع عدة مرات.
منذ 2010 تتم إدارة الشركة من قبل كريستيان شنايدر (حفيد مؤسس الشركة) بالتعاون مع فرانك جروس. عام 2016، استحوذت شركة شنايدر على قاعات المصنع السابقة لشركة Zehnder Antennen، حيث توجد الآن عمليات الشحن والتخزين والتغليف. في العام نفسه، قام عالم الاتصالات أرن ويسترمان بفحص صورة 950 علامة تجارية على الإنترنت لصالح مجلة الأسبوع الاقتصادي.

## السمعة
تتمتع شركة شنايدر بصورة جيدة في قطاع سوق أدوات الكتابة وهي واحدة من العلامات التجارية الأكثر شعبية لأدوات الكتابة إلى جانب بيليكان ولامي. في يونيو 2016، تم الإعلان عن دخول شركة شنايدر في تعاون مع شركة مولوتو.

## الجوائز
وفي عام 2023، فازت الشركة بجائزة الاستدامة الألمانية في فئة اللوازم المكتبية/المواد الترويجية، مما يجعلها واحدة من بين 100 شركة رائدة في التحول في الاقتصاد الألماني.

## الهيكل التنظيمي
تتمتع شركة شنايدر بالشكل القانوني لشركة ذات مسؤولية محدودة ويتم إدارتها من قبل كريستيان شنايدر وفرانك جروس. لدى الشركة مقرها الرئيسي ومركز لوجستي في تينينبرون. وتوجد مواقع أخرى في فيرنيجرودي (ساكسونيا أنهالت) وفي فايلهايم (بافاريا العليا). كما تمتلك شركة شنايدر أيضًا أسهم في شركات تابعة لها في هولندا وفرنسا. تضم الشركة اليوم أكثر من 630 موظف، معظمهم يعملون في تينينبرون (من عام 2023)؛ يعمل في موقع فيرنيجرود 134 شخص (من عام 2016). حققت شركة شنايدر مبيعات بقيمة 119.3 مليون يورو في السنة المالية 2021.

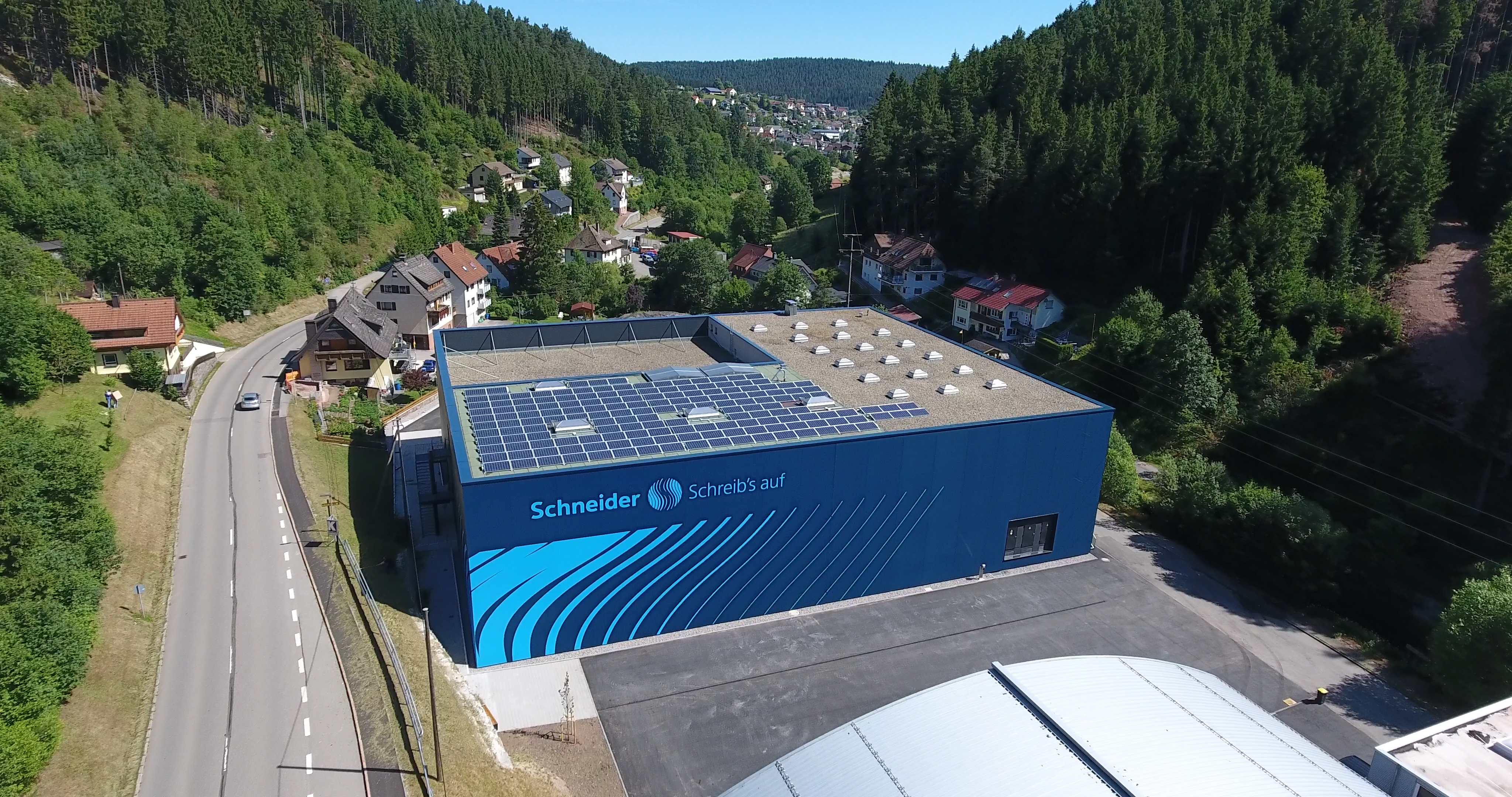
مشغل "بلولوج" في تينينبرون

## المنتجات والتصنيع
تنتج شركة شنايدر أقلام الحبر الجاف، وأقلام النافورة، وأقلام التمييز، وأقلام الحبر الجاف، وأقلام التحديد، وأقلام الخطوط الرفيعة، وأقلام الألياف والجيل، وعبوات أقلام الحبر الجاف وخراطيش الحبر. منذ عام 2020، تقدم الشركة علب الرش وأقلام الفرشاة بالإضافة إلى العلامات المعدنية والأكريليكية. وهناك مجال آخر للأعمال وهو صناعة المنتجات الترويجية، حيث يتم عرض منتجات شنايدر المختلفة وما إلى ذلك. يمكن توفيرها مع شعارات الشركة وإنتاجها بألوان الشركة. يتم الإنتاج حصريًا في ألمانيا. تنتج الشركة (اعتبارًا من عام 2018) ما مجموعه 120 نوع مختلف من أدوات الكتابة. أقلام الحبر الجاف ومستلزمات أقلام الحبر الجاف هي "العمود الفقري" لشركة شنايدر، حيث يتم إنتاج أكثر من 300 مليون أداة كتابة كل عام. يبلغ إنتاج نصائح الكتابة اليومي حوالي 1.7 مليون. في سن الخمسين مع حصة سوقية تبلغ 14.5%، تعد شركة شنايدر رائدة السوق في ألمانيا في مجال أقلام الحبر الجاف القياسية. تبيع شركة شنايدر منتجاتها في 140 دولة. تستخدم شركة شنايدر البلاستيك الحيوي والكهرباء من مصادر متجددة في إنتاج غالبية منتجاتها.

## الاستدامة
تولي الشركة أهمية كبيرة للاستدامة وتطبقها في كافة أبعادها. منذ عام 1998، حصلت الشركة على شهادة كاملة وفقًا لنظام إدارة البيئة وفقًا للوائح التدقيق البيئي EC EMAS .
ولهذا السبب، تلتزم شركة شنايدر بالشفافية الكاملة والأهداف والتدابير الملموسة، والتي يتم مراقبة تنفيذها بانتظام. تحت شعار #theschneiderway، تقدم الشركة رؤى حول الحملات والتدابير المختلفة. بالإضافة إلى استخدام المواد الخام المعاد تدويرها والمواد الحيوية، تعتمد شركة شنايدر على طاقة الرياح والطاقة الشمسية؛ ويتم استخدام الطاقات المتجددة فقط. يتم تحويل الطاقة الكهربائية إلى 100 % تأتي من الطاقة الكهرومائية ويتم توليد الكهرباء الخاصة بنا من الحرارة والطاقة المدمجة ونظام الطاقة الكهروضوئية. وفي عام 2024، فازت الشركة بجائزة الاستدامة الألمانية في فئة اللوازم المكتبية/المواد الترويجية.

## الأوسمة والجوائز
- شهادة EMAS، مستمرة منذ عام 1998 [5]
- جائزة الاستدامة الألمانية 2024 في فئة اللوازم المكتبية/المواد الترويجية
- بلو آنجل: أول قلم حبر جاف في العالم يحمل هذه العلامة البيئية من شركة Schneider، والآن هناك ستة سلاسل من المنتجات تحمل علامة Blue Angel
- جائزة Red Dot "أفضل علامة تجارية" لعام 2019
- جائزة التصميم الألمانية لعام 2024 لقلم الحبر Wavy، تقدير خاص "تصميم منتج ممتاز للقرطاسية"
- جائزة PSI للاستدامة "الشركة المستدامة للعام 2017"

## روابط خارجية
- الموقع الرسمي
- عرض وشراء المنتجات